# Marcos Bolzán
Marcos Bolzán (Nogoyá, Provincia de Entre Ríos, Argentina; 25 de agosto de 1981) es un futbolista argentino nacionalizado italiano. Juega como mediocampista por izquierda y su primer equipo fue Unión de Santa Fe. Actualmente milita en Azzurra Mariner de la Prima Categoria de Italia.

## Trayectoria
Nacido en Entre Ríos, Marcos Bolzán se trasladó de muy joven a la ciudad de Santa Fe para sumarse a las divisiones inferiores de Unión. Allí vivió en la pensión del club y fue subiendo en las distintas categorías juveniles hasta que el técnico Leonardo Madelón le dio la chance de debutar profesionalmente el 16 de noviembre de 2001, en la derrota 1-0 ante Vélez Sarsfield: ese día ingresó a los 28 del ST en reemplazo de Martín Zapata. Se mantuvo en el equipo hasta finales de 2006, cuando acordó con la dirigencia la rescisión de su contrato a cambio de la deuda que mantenían con él.
Ya con el pase en su poder se incorporó a San Martín de San Juan, formando parte del plantel que logró el ascenso a Primera División. Una vez finalizada al temporada y al ser declarado prescindible, armó las valijas y partió hacia Europa, donde desarrolló el resto de su carrera en las categorías de ascenso del calcio italiano. Paralelamente es entrenador en una escuelita de fútbol y trabaja en una actividad de mercancías.

## Clubes
| Club                   | País      | Año       |
| ---------------------- | --------- | --------- |
| Unión de Santa Fe      | Argentina | 2001-2006 |
| San Martín de San Juan | Argentina | 2007      |
| Grottammare            | Italia    | 2007-2008 |
| L'Aquila               | Italia    | 2008-2009 |
| Teramo                 | Italia    | 2009-2011 |
| Sulmona                | Italia    | 2011-2012 |
| Fermana FC             | Italia    | 2013      |
| Civitanovese           | Italia    | 2013      |
| Celano FC              | Italia    | 2014      |
| Paternò                | Italia    | 2014-2015 |
| Porto D'Ascoli         | Italia    | 2015-2016 |
| Paternò                | Italia    | 2016-2017 |
| Capistrello            | Italia    | 2017-2018 |
| San Salvo              | Italia    | 2018      |
| Fontanelle             | Italia    | 2019-2020 |
| Pontevomano            | Italia    | 2020-2021 |
| Morro D'Oro            | Italia    | 2021-2022 |
| Azzurra Mariner        | Italia    | 2022-Act. |

### Estadísticas
- Actualizado al 30 de junio de 2007

| Club                      | Div.                | Temporada           | Liga | Liga | Copa Nacional | Copa Nacional | Copa Internacional | Copa Internacional | Total | Total |
| Club                      | Div.                | Temporada           | PJ   | G    | PJ            | G             | PJ                 | G                  | PJ    | G     |
| ------------------------- | ------------------- | ------------------- | ---- | ---- | ------------- | ------------- | ------------------ | ------------------ | ----- | ----- |
| Unión Argentina           |                     |                     |      |      |               |               |                    |                    |       |       |
| 1.ª                       | 2001/02             | 1                   | 0    | -    | -             | -             | -                  | 1                  | 0     |       |
| 1.ª                       | 2002/03             | 2                   | 0    | -    | -             | -             | -                  | 2                  | 0     |       |
| 2.ª                       | 2003/04             | 8                   | 0    | -    | -             | -             | -                  | 8                  | 0     |       |
| 2.ª                       | 2004/05             | 23                  | 3    | -    | -             | -             | -                  | 23                 | 3     |       |
| 2.ª                       | 2005/06             | 17                  | 2    | -    | -             | -             | -                  | 17                 | 2     |       |
| 2.ª                       | 2006/07             | 9                   | 0    | -    | -             | -             | -                  | 9                  | 0     |       |
| Total                     | Total               | 60                  | 5    | -    | -             | -             | -                  | 60                 | 5     |       |
| San Martín (SJ) Argentina |                     |                     |      |      |               |               |                    |                    |       |       |
| 2.ª                       | 2006/07             | 11                  | 1    | -    | -             | -             | -                  | 11                 | 1     |       |
| Total                     | Total               | 11                  | 1    | -    | -             | -             | -                  | 11                 | 1     |       |
| Total en su carrera       | Total en su carrera | Total en su carrera | 71   | 6    | -             | -             | -                  | -                  | 71    | 6     |

## Palmarés
| Título                     | Club                   | País      | Año  |
| -------------------------- | ---------------------- | --------- | ---- |
| Ascenso a Primera División | San Martín de San Juan | Argentina | 2007 |